# Victoria Cowling
Pour les articles homonymes, voir Cowling.
Victoria Haigh Cowling est une biologiste britannique. Elle est lauréate de nombreux prix dont la médaille Women in Cell Biology Early Career de la British Society for Cell Biology en 2014. Son groupe de recherches s'efforce d'identifier de nouvelles approches thérapeutiques qui utilisent des voies d'expression génique pour le traitement des cancers et des troubles immunitaires.

## Biographie
Victoria Cowling obtient une licence (BA) en Sciences Naturelles de l'Emmanuel College de l'Université de Cambridge en 1997. Elle passe son doctorat en biochimie à l'Imperial Cancer Research Fund, à Londres, sous la direction des professeurs Julian Downward et Gerard Evan, avec une thèse intitulée Régulation de l'activation de la caspase durant la mort cellulaire programmée.
Victoria Cowling effectue ses recherches post-doctorales sur la fonction c-Myc oncogène, au Dartmouth College et à l'Université de Princeton. Puis, en 2007, elle créé un groupe de recherches à la Division of Cell Signaling and Immunology, School of Life Sciences, de l'Université de Dundee.
En 2012, Cowling rejoint l'unité Phosphorylation and Ubiquitylation du Conseil de la recherche médicale (MRC), et en 2015 le Center for Gene Regulation and Expression, toujours à l'Université de Dundee. Elle participe au programme « Jeune chercheur » de l'Organisation européenne de biologie moléculaire en 2013. En 2014, la British Society for Cell Biology lui décerne, à l'occasion du cinquantenaire de sa création, une médaille qui met à l'honneur une biologiste ; cet honneur marque également son engagement pour la promotion des chercheuses dans les sciences du vivant. En 2017, elle reçoit une bourse du Conseil européen de la recherche pour étudier la régulation et la fonction de la coiffe de l'ARNm dans les cellules T CD8.

## Vie privée
Victoria Cowling est mariée à Tristan Henderson, informaticien à l'Université de St Andrews, ils ont deux enfants,.

## Publications
Victoria Cowling est l'auteure ou co-auteur de nombreux articles de recherches, dont :
- (en) Victoria Cowling et J. Downward, « Caspase-6 is the direct activator of caspase-8 in the cytochrome c-induced apoptosis pathway: absolute requirement for removal of caspase-6 prodomain », Cell Death & Differentiation,‎ 2002.
- (en) Victoria Cowling, « Regulation of mRNA cap methylation », Biochemical Journal,‎ 2010.
- (en) Victoria Cowling et M. D. Cole, « The Myc transactivation domain promotes global phosphorylation of the RNA polymerase II carboxy-terminal domain independently of direct DNA binding », Molecular and cellular biology,‎ 2007.
- (en) avec Michael Cole, « Myc Regulation of mRNA Cap Methylation », Sage journals,‎ 21 juillet 2010 (DOI 10.1177/1947601910378025, lire en ligne)
- (en) avec Galloway Alison, Atrih Abdelmadjid, Grzela Renata, Darzynkiewicz Edward, Ferguson Michael A. J., « CAP-MAP: cap analysis protocol with minimal analyte processing, a rapid and sensitive approach to analysing mRNA cap structures », Open Biology, The Royal Society Publishing,‎ 26 février 2020 (DOI 10.1098/rsob.190306, lire en ligne)

## Reconnaissance
- Bourse du MRC (2007)[3].
- Prix The Lister Research (2011)[9].
- EMBO Young Investigators (2013)[4],[10],[11].
- Bourse Senior Non-Clinical du MRC (2014)[12].
- Médaille Woman in Cell Biology de la British Society for Cell Biology (2014)[13],[14].
- Prix Royal Society Wolfson Research Merit (2018)[15].
- Membre de la Royal Society of Edinburgh (2019)[16],[17].
- Prix Wellcome Investigator (2020)[16],[18].